# Deutsches Turn- und Sportfest 1938

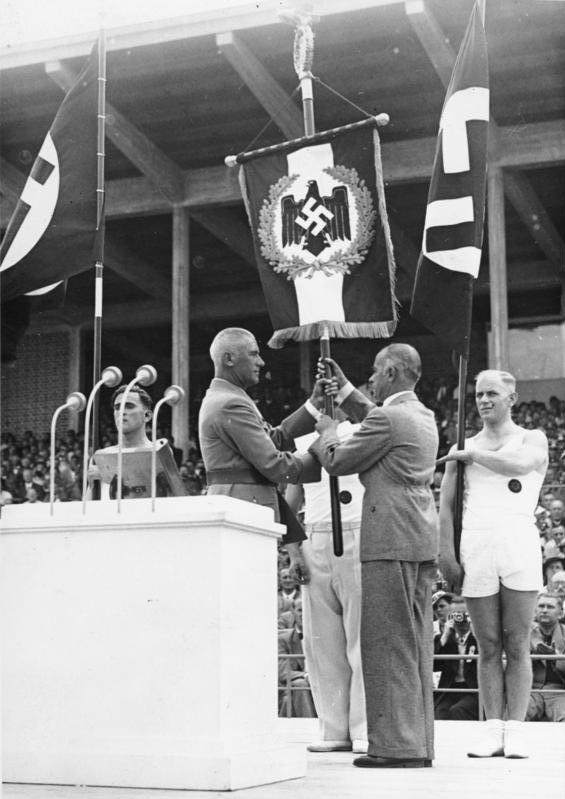
Eröffnung des Deutschen Turn- und Sportfestes in Breslau 1938 durch Innenminister Frick und Reichssportführer von Tschammer

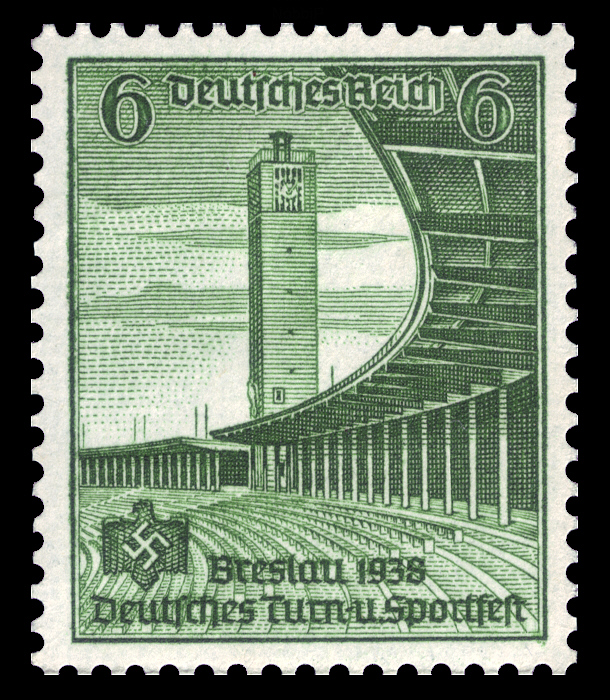
6 Pfennig-Marke, Briefmarkenserie Deutsches Turn- und Sportfest in Breslau.

Das Deutsche Turn- und Sportfest 1938 fand vom 27. bis 31. Juli 1938 in Breslau statt. Hauptaustragungsort war das damalige Hermann-Göring-Stadion (ehemals Schlesierkampfbahn) im Sportpark Leerbeutel.
Das 18. Deutsche Turnfest fiel zeitlich mit den 5. Deutschen Kampfspielen zusammen. Wegen des kombinierten Programms wurde auch der Name erweitert. Die Veranstaltung fand mit 150.000 Aktiven aus zehn Ländern, 150.000 Festzugteilnehmern und 70.000 Mitwirkenden bei der Abschlussvorführung statt.
Das Fest war eine der größten Massenveranstaltungen der NS-Zeit.

## Fußball
Im Rahmen des Deutschen Turn- und Sportfestes 1938 kam es zu einem Gauauswahlwettbewerb zwischen den Auswahlmannschaften der zu dieser Zeit bestehenden 17 Fußballgaue. Anders als in den Reichsbundpokal-Wettbewerben gab es in diesem Turnier zusätzlich eine Trostrunde, die von den Verlierern des Hauptturniers bestritten wurden. Sieger dieses Wettbewerbs wurde die Auswahlmannschaft der Ostmark durch einen 4:1-Erfolg über Niedersachsen. Ab dem Viertelfinale fanden alle Spiele in Breslau statt, die Achtelfinale wurden in verschiedenen Spielstätten in Schlesien ausgetragen.
Das Fußballturnier wurde vom 24. Juli bis 31. Juli 1938 ausgetragen, dadurch mussten die Mannschaften innerhalb einer Woche mehrere Spiele absolvieren. Durch die Vielzahl der Sportveranstaltungen in dieser Woche wurden einige Partien bereits in den Vormittagsstunden absolviert, was sich negativ auf den Zuschauerbesuch ausgewirkt hatte.

### Hauptturnier

#### Ausscheidungsspiel
| Datum         |         | Ergebnis  |        | Stadion                                   |
| ------------- | ------- | --------- | ------ | ----------------------------------------- |
| 17. Juli 1938 | Sachsen | 4:3 (0:1) | Hessen | Thüringer Landeskampfbahn, Weimar (4.000) |

#### Achtelfinale
| Datum         |                    | Ergebnis  |             | Stadion                                    |
| ------------- | ------------------ | --------- | ----------- | ------------------------------------------ |
| 24. Juli 1938 | Berlin-Brandenburg | 3:0 (1:0) | Ostpreußen  | Ostmarkstadion, Frankfurt/Oder (5.000)     |
| 24. Juli 1938 | Niedersachsen      | 2:0 (1:0) | Sachsen     | VfB-Stadion, Liegnitz (6.000)              |
| 24. Juli 1938 | Südwest            | 4:1 (2:1) | Bayern      | Bergland-Kampfbahn, Waldenburg (10.000)    |
| 24. Juli 1938 | Ostmark            | 3:0 (1:0) | Mittelrhein | 03-Stadion am Birkenwald, Ratibor (12.000) |
| 24. Juli 1938 | Baden              | 4:3 (2:0) | Niederrhein | Schweidnitzer Stadion, Schweidnitz (6.000) |
| 24. Juli 1938 | Schlesien          | 6:4 (4:3) | Pommern     | Stadion am Stadtpark, Beuthen (7.000)      |
| 24. Juli 1938 | Württemberg        | 3:0 (0:0) | Westfalen   | Neissestadion, Neisse (12.000)             |
| 24. Juli 1938 | Mitte              | 1:0 n. V. | Nordmark    | Schenkendorfplatz, Görlitz (4.000)         |

#### Viertelfinale
| Datum         |               | Ergebnis  |                    | Stadion                              |
| ------------- | ------------- | --------- | ------------------ | ------------------------------------ |
| 26. Juli 1938 | Niedersachsen | 3:1 (1:0) | Berlin-Brandenburg | Sportpark Grüneiche, Breslau (1.500) |
| 26. Juli 1938 | Südwest       | 3:1 (1:0) | Baden              | Sportpark Gräbschen, Breslau (3.000) |
| 26. Juli 1938 | Schlesien     | 2:8 (0:5) | Ostmark            | Schlesierkampfbahn, Breslau (15.000) |
| 26. Juli 1938 | Württemberg   | 5:1 (2:1) | Mitte              | Jahn-Kampfbahn, Breslau (15.000)     |

#### Halbfinale
| Datum         |               | Ergebnis  |             | Stadion                        |
| ------------- | ------------- | --------- | ----------- | ------------------------------ |
| 28. Juli 1938 | Ostmark       | 2:0 (1:0) | Württemberg | Friesenwiese, Breslau (50.000) |
| 28. Juli 1938 | Niedersachsen | 4:1 (1:0) | Südwest     | Friesenwiese, Breslau (30.000) |

#### Spiel um Platz 3
| Datum         |         | Ergebnis  |             | Stadion                              |
| ------------- | ------- | --------- | ----------- | ------------------------------------ |
| 30. Juli 1938 | Südwest | 5:0 (3:0) | Württemberg | Sportpark Grüneiche, Breslau (1.000) |

#### Finale
Das Spiel begann wegen des Zuschauerandrangs statt um 18:00 erst um 19:00 Uhr. Wegen verspätetem Beginn betrug die Spielzeit nur 2 × 35 Minuten.
Angeblich überwanden 20.000 Zuschauer die Sperren des Eingangstores.
| Paarung        | Niedersachsen – Ostmark |
| Ergebnis       | 1:4 (0:2) |
| Datum          | 30. Juli 1938 |
| Stadion        | Schlesierkampfbahn, Breslau |
| Zuschauer      | 70.000 |
| Schiedsrichter | Egon Zacher (Berlin) |
| Tore           | 0:1 Neumer (3.) 0:2 Stroh (33.) 0:3 Stroh (38.; Elfmeter) 0:4 Hahnemann (40.) 1:4 Heidemann (63.) |
| Niedersachsen  | Heinz Flotho (VfL Osnabrück) – Heinz Ditgens (MSV Jäger 7 Bückeburg), Albert Sukop (Eintracht Braunschweig) – Beyer (SV Arminia Hannover), Werner Schulz (SV Arminia Hannover), Bergmann (MSV Lüneburg) – Alexander Ziolkewitz (Werder Bremen), Ludwig Pöhler (Hannover 96), Herbert Matschinski (Eintracht Braunschweig), Matthias Billen (VfL Osnabrück), Matthias Heidemann (Werder Bremen) |
| Ostmark        | Peter Platzer (SK Admira Wien) – Karl Sesztak (FK Austria Wien), Willibald Schmaus (First Vienna FC) – Franz Wagner (SK Rapid Wien), Johann Hofstätter (SK Rapid Wien), Stefan Skoumal (SK Rapid Wien) – Karl Zischek (SC Wacker Wien), Wilhelm Hahnemann (SK Admira Wien), Josef Stroh (FK Austria Wien), Leopold Neumer (FK Austria Wien), Johann Pesser (SK Rapid Wien)                     |

### Trostrundenturnier

#### Vorrunde
| Datum         |             | Ergebnis  |             | Stadion                                  |
| ------------- | ----------- | --------- | ----------- | ---------------------------------------- |
| 26. Juli 1938 | Ostpreußen  | 0:2 (0:1) | Sachsen     | Städtisches Stadion, Münsterberg (2.000) |
| 26. Juli 1938 | Westfalen   | 4:2 (3:1) | Nordmark    | Jahn-Kampfbahn, Breslau (3.000)          |
| 26. Juli 1938 | Bayern      | 5:4 (3:0) | Niederrhein | Städtisches Stadion, Brieg (8.000)       |
| 26. Juli 1938 | Mittelrhein | 5:4 (3:0) | Pommern     | Schlesierkampfbahn, Breslau              |

#### Viertelfinale Trostrunde
| Datum         |             | Ergebnis  |                    | Stadion                              |
| ------------- | ----------- | --------- | ------------------ | ------------------------------------ |
| 28. Juli 1938 | Sachsen     | 2:1 (1:0) | Berlin-Brandenburg | Friesenwiese, Breslau (15.000)       |
| 28. Juli 1938 | Mittelrhein | 5:2 (2:1) | Baden              | Friesenwiese, Breslau (6.000)        |
| 28. Juli 1938 | Schlesien   | 1:2 (0:1) | Bayern             | Sportpark Grüneiche, Breslau (1.000) |
| 28. Juli 1938 | Westfalen   | 4:2 (2:1) | Mitte              | Sportpark Grüneiche, Breslau         |

#### Halbfinale Trostrunde
| Datum         |             | Ergebnis  |           | Stadion                                   |
| ------------- | ----------- | --------- | --------- | ----------------------------------------- |
| 29. Juli 1938 | Sachsen     | 2:1 (1:0) | Bayern    | Hermann-Göring-Sportfeld, Breslau (3.000) |
| 29. Juli 1938 | Mittelrhein | 2:1 (1:1) | Westfalen | Hermann-Göring-Sportfeld, Breslau (5.000) |

#### Finale Trostrunde
| Datum         |         | Ergebnis  |             | Stadion                              |
| ------------- | ------- | --------- | ----------- | ------------------------------------ |
| 30. Juli 1938 | Sachsen | 1:0 (1:0) | Mittelrhein | Sportpark Grüneiche, Breslau (2.000) |

## Feldhandball
Die Austragung der Deutschen Feldhandball-Meisterschaft der Frauen 1938 erfolgte ab der Zwischenrunde ebenfalls im Rahmen des Deutschen Turnfestes in Breslau. In dem am 30. Juli 1938 ausgetragenen Finale setzten sich die Frauen der Turngemeinde in Berlin mit 4:3 gegen den VfR Mannheim durch.